# Miconia polita
Miconia polita är en tvåhjärtbladig växtart som beskrevs av Henry Allan Gleason. Miconia polita ingår i släktet Miconia och familjen Melastomataceae. Inga underarter finns listade i Catalogue of Life.